# Werner Herzog Filmproduktion
Werner Herzog Filmproduktion – niemiecka firma zajmująca się produkcją filmów. 
Założona w 1963 przez niemieckiego reżysera, scenarzystę i aktora Wernera Herzoga. Aby zdobyć fundusze na pierwsze filmy pracował on jako robotnik w hucie. Firma powstała po to, aby Herzog mógł uzyskać na rynku filmowym niezależność. Pierwszym dziełem przez nią wyprodukowanym był film Schloß in Tirol w reżyserii Gézy von Radványi'ego. Następnie firma zajmowała się - i zajmuje aż do dziś - produkcją oraz dystrybucją prawie wszystkich filmów jej założyciela, a także filmów związanych z Herzogiem (Location Africa, reż. Steff Gruber).